# Trockener Sex
Trockener Sex (englisch dry sex) ist eine in Subsahara-Afrika verbreitete Sexualpraktik. Bekannt wurde trockener Sex vor allem im Zusammenhang mit Aids, da er eine Übertragung des HI-Virus erleichtert.
Für trockenen Sex führt die Frau sich ein Pulver aus zerriebenen Kräutern, Wurzeln oder sogar kleinen Steinchen bzw. Aluminiumhydroxidsteinchen in ihre Vagina ein. Der Lubrikation wird damit entgegengewirkt, denn das Vaginalsekret wird durch das Pulver gebunden. Der Scheidenvorhof und die Scheide werden somit künstlich trocken gehalten, wodurch sich für den Penis des Mannes beim Geschlechtsverkehr der Reibungswiderstand und vermeintlich der Lustgewinn erhöht. Daraus folgen schmerzhafte Verletzungen der Scheidenhaut. Diese machen sie durchlässiger für alle Arten von Erregern, insbesondere aber für HIV. Auch ohne mechanische Verletzungen stellt diese Praxis einen erheblichen Eingriff in das Vaginalmilieu dar, denn das Vaginalsekret dient dem Schutz vor Infektionen des weiblichen Genitaltraktes. Auch der Penis kann hierbei verletzt werden, vor allem die zartere Eichelhaut.
Dieser Praxis zugrunde liegt die Annahme, dass die Scheide trocken, eng und heiß sein muss, um den Mann sexuell zu befriedigen. Insbesondere ältere Frauen wenden deshalb diese Methode an, um weiterhin sexuell attraktiv zu sein. Der gewünschte Lustgewinn ist hierbei einseitig zugunsten des Mannes.

## Siehe hierzu
- Lubrikationsmangel